# Acton Bjørn
Acton Bjørn (født 23. september 1910 i København, død 20. juni 1992 i Charlottenlund) var en dansk arkitekt og designer.
Bjørn gik på Det tekniske Selskabs Skole 1926-30 og blev uddannet tømrer i 1931 og dimitterede fra Kunstakademiets Arkitektskole i 1933. Han deltog derefter i opførelsen af boligbebyggelsen Blidah Park i Hellerup sammen med Ivar Bentsen og Jørgen Berg. Han var også beskæftiget ved opmålingsarbejde for Det Kongelige Danske Haveselskab og som medarbejder hos arkitekt Vilhelm Lauritzen.
Under Anden Verdenskrig begyndte han at tegne bl.a. møbler og tapeter. I 1947 ansattes han i seks måneder hos Vattenbyggnadsbyrån (VBB) i Stockholm med henblik på i USA at kontrollere montagen af Malene Bjørns aptering af to Boeing-flyvemaskiner for SAS.
Senere etablerede han (1950) sammen med Sigvard Bernadotte den første skandinaviske tegnestue, der var helliget industrielt design. Berndotte & Bjørn blev kendt for produkter i metal og plast indenfor mange områder, men særligt kendt blev de for Margretheskålen, produceret af Rosti fra 1955 og eksporteret til det meste af verden. Internationalt blev Bernadotte & Bjørn også kendt for designet af skrive- og regnemaskiner for producenterne Facit, Original-Odhner og Contex. Fra 1966 til 1990 drev Acton Bjørn tegnestuen alene.
Han modtog en del priser: Guldmedalje på California State Fair for formgivning; ærespris fra 2. Allgemeine Produktschau, Wien 1966; guldmedalje på 2. Biennale for industriel formgivning, Ljubljana, Jugoslavien 1966, Eurostar 1961 Danmark (2 gange), 1963 Tyskland, 1968 Frankrig samt emballage-Oskar 1968 Frankrig og emballage-World Star 1970 Frankrig.
Acton Bjørn er begravet på Gentofte Kirkegård.

## Galleri
- Beolit 500, transistorradio for  Bang & Olufsen  1965
- Vandkedel for  Modernum
- Skrivemaskine for  FACIT  1958
- Skål Margrethe for  Rosti  1950